# 杵屋響泉
杵屋 響泉（きねや きょうせん、1914年11月15日 - ）は、史上最高齢の長唄三味線奏者。スーパーセンテナリアン。東京府東京市京橋区築地出身。本名は木村 さち子。

## 来歴
1914年五代目杵屋勘五郎の娘として生まれるも、1917年に父の五代目杵屋勘五郎が死去する。
6歳のころから長唄の師匠であった母・杵屋栄子から本格的な稽古を受けるようになった。
1923年3月、幼いころから呼吸器が悪かった響泉は療養のため、母と共に神奈川県小田原町に赴いた。その半年後に関東大震災が起こり、築地の自宅が全焼したため、小田原に定住することとなった。
1947年、長唄を通して知り合った12歳年下の詩人・木村孝と結婚し、のちに二女を授かる。
1963年、早くに亡くなった父が隠居名として名乗る予定であった杵屋 響泉の名を受け継ぎ名乗るようになった。この杵屋 響泉という名は、父の演奏を聞いた林董が、泉のように澄んだ音色が響く演奏であったということから名付けられたものである。
2016年3月に、父の没後100年を記念して、「五代目杵屋勘五郎追善百年祭」を開催した。娘の杵屋六響と孫娘の杵屋和久とともに3世代での演奏を成し遂げた。
2019年4月には「一〇五 娘がつなぐ五世勘五郎の長唄世界」をリリースし、105歳でCDデビューを果たした。このCDには父が作曲した曲が収録されており、娘の杵屋六響と孫娘の杵屋和久も演奏に参加している。
2024年11月に、小田原市在住の最高齢者として加藤憲一市長から花束を贈呈されている。
2025年4月に、ギネス世界記録から世界最高齢・104歳160日でデビューアルバムをリリースした最高齢の女性として認定された。

## 音楽

### アルバム
- 一〇五 娘がつなぐ五世勘五郎の長唄世界（2019年4月24日発売、ソニー・ミュージックレーベルズ）